# 蔵塚古墳
蔵塚古墳（くらづかこふん）とは、大阪府羽曳野市飛鳥に所在した古墳時代後期の前方後円墳。南阪奈道路建設に伴って発見、調査されている。盛土の大部分がすでに失われていたが、調査によって土嚢を積み上げて区割した部分に盛土しながら墳丘を築造していった当時の墳丘盛土工法の存在が明らかにされている。

## 概要
南阪奈道路建設予定地内にある駒ヶ谷遺跡の事前調査で、飛鳥時代～中世の集落の遺構などともに、周濠を伴う一基の前方後円墳の遺構が検出された。当該地は「蔵塚」という小字が残っている場所であり、小字名がそのまま古墳の呼名にされることとなった。蔵塚古墳は盾形の周濠を持つ前方後円墳であり、古代以降の集落の建物造営や近現代の開墾による削平が大規模に及んでおり墳丘の多くを既に失っていた。古墳の規模は墳丘長53.5m（周濠までを含めた総長68.9m）、後円部径33.4m、前方部長20.1m、前方部幅は未発掘の部分があるので推定で45m以上と、前方部が極端に広がる平面プランを有しているのが当古墳の特徴となっている。

### 墳丘の築造技術
蔵塚古墳は削平によって墳丘上半分を失っていたが、結果的に墳丘盛土の徹底的な調査が可能となった。蔵塚古墳は少なくとも4段階にわたる工程で段階的に築造されているという。その特徴は水平に整地し、後円部を放射状に工区割を行い、それに沿って土嚢と見られる土塊を積み上げて土嚢列を構築し、その土嚢列で分割された区域（（工区）に通常の土砂を丁寧に盛土していく、分割盛土工法ともいうべき工法である（前方部でも土嚢列が構築されている）。この工法は韓国の昌寧校洞古墳群の1部で確認された墳丘築造技術と共通するという。また、分割盛土工法とは別に、国内の古墳の築造に於いて土嚢らしきものが使われているのが明らかになっているのは静岡県瓦屋西古墳群B3号墳、静岡県大門大塚古墳、鳥取県晩田山古墳群、愛媛県大池1号墳、福岡県五郎山古墳、奈良県石のカラト古墳、奈良県六道山古墳などいずれも古墳時代後期から終末期の古墳である。さらに、大阪府狭山池の7世紀前葉に構築された池堤にも土嚢が使われており、古墳で培われた土木技術が築堤にも活用されたのではないかと考えられる。
また墳丘形態については規模は異なるが蔵塚古墳の前方部が極端に広がる平面形態や周濠の幅の比率、後円部にブリッジ（陸橋あるいは土手道）が付く点で高屋築山古墳と類似することが指摘されている。

### 出土遺物と築造時期
埋葬施設が全く遺存せず、墳丘の埴輪列も残存していなかったが、墳丘盛土内の須恵器や周濠から出土した数点の須恵器と埴輪片から築造年代の上限は6世紀中頃が推定されている。河内における前方後円墳としては最も新しい時期のものであることは確実とみられる。他に古墳に伴う遺物かどうか不明であるが周濠部分から鉄製品として、小刀1点、鉾1点、茎2点、不明板状製品1点が出土している。

### 造営氏族
当古墳を造営した氏族としては、史料から6世紀前半に、この付近に配置されたとされる、百済王家の末裔を称する渡来系氏族、飛鳥戸造氏が候補として挙げられている。